# 伟江乡
伟江乡，是中华人民共和国广西壮族自治区桂林市龙胜各族自治县下辖的一个乡镇级行政单位。

## 行政区划
伟江乡下辖以下地区：
甘甲村、洋湾村、布弄村、中洞村、里木村、新寨村、大湾村和崇林村。